# Catherine Ashton
Catherine Margaret Ashton, baronesa Ashton de Upholland, LG, GCMG, PC (20 de março de 1956) é uma política trabalhista britânica que serviu com o cargo de Alta-Representante para os Negócios Estrangeiros e de Comissária do Comércio Europeu. Anteriormente foi líder da Câmara dos Lordes e Lord Presidente do Conselho.  
Em novembro de 2009 foi designada como a primeira Alta Representante da União para os Negócios Estrangeiros e a Política de Segurança de carácter permanente, com a entrada em vigor do Tratado de Lisboa.
Anglófona unilingue, ela foi criticada, sobretudo na França e na Alemanha, por dúvidas em relação ao fraco desempenho linguístico e internacional, somente tendo um conhecimento bastante restrito de uma única língua estrangeira (o francês). Além disso, obteve muita crítica por não ter quase nenhuma experiência no ramo diplomático, supostamente só estando no cargo por causa de questões de proporcionalidade entre os estados membros da UE.
Em janeiro de 2017, Ashton tornou-se "Chancellor" da Universidade de Warwick, sucedendo a Sir Richard Lambert, tornando-se a primeira mulher no cargo.

## Títulos e condecorações
- Baronesa do Reino Unido (1999);
- Dama Grã-Cruz da Ordem de São Miguel e São Jorge (2015);
- Grande-Oficial da Ordem da Cruz Dupla Branca (2014);
- Dama Companheira da Ordem da Jarreteira (2023)[5].